# بابایی بزرگ
بابایی بزرگ (به انگلیسی: Babai the Great) (c. 551 – 628)، از آشوری‌های اولیه و پدرسالار کلیسای شرق بود. او چندین ستون اساسی کلیسا را قرار داد، نهضت رهبانی را احیا کرد و مسیح‌شناسی را به شیوه‌ای منظم تدوین کرد.

## آثار
در سال ۶۱۲ میلادی «گیورگیس» راهب شرق سوریه به شهادت رسید. روایتی از زندگی و شهادت این مرد توسط بابایی بزرگ نوشته شده است که روایتی نیز از شهادت کریستینای ایرانی (مرگ حدود ۵۵۹ میلادی) نوشته است. هر دوی این آثار همچنین حاوی نقل قول‌های انجیلی است که از یک نسخه خطی سریانی قدیم نقل شده است.